# فيليب آدامز (كاتب)
فيليب آدامز (بالإنجليزية: Phillip Adams)‏ هو منتج أفلام وصحفي ومقدم تلفزيوني وكاتب أسترالي، ولد في 12 يوليو 1939 في ماريبوروه في أستراليا.

## وصلات خارجية
- فيليب آدامز على موقع IMDb (الإنجليزية)
- فيليب آدامز على موقع ألو سيني (الفرنسية)
- فيليب آدامز على موقع قاعدة بيانات الأفلام السويدية (السويدية)
- فيليب آدامز على موقع قاعدة بيانات الفيلم (الإنجليزية)
- فيليب آدامز على موقع كينوبويسك (الروسية)